# Temporada 2011 de IndyCar Series
La temporada de 2011 de la IZOD Indy Car Series fue el centenario de las carreras open-wheeler más importante de Norteamérica así como la temporada 15 de la serie desde 1996, también fue el centenario de la primera carrera de las 500 millas de Indianápolis y la edición N.º 95 de las 500 millas de Indianpolis (cabe citar que se celebra el centenario de la primera edición, pero son 95 ediciones las que se han celebrado debido a la época en que no se corrió debido a la I y II Guerra Mundial).

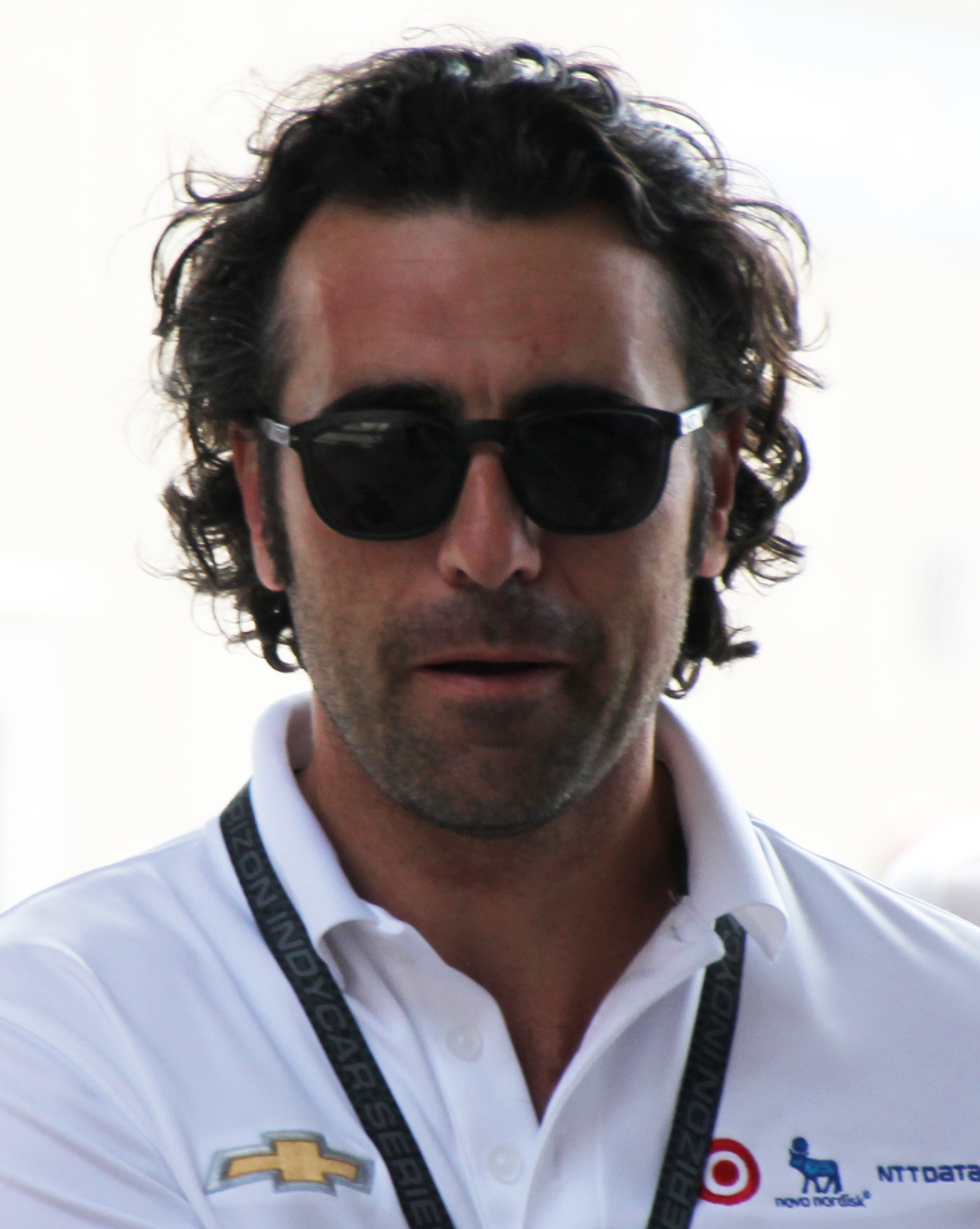
Dario Franchitti, Revalidó su campeonado de 2010 en la temporada 2011, en la cancelada prueba de Las Vegas Motor Speedway.

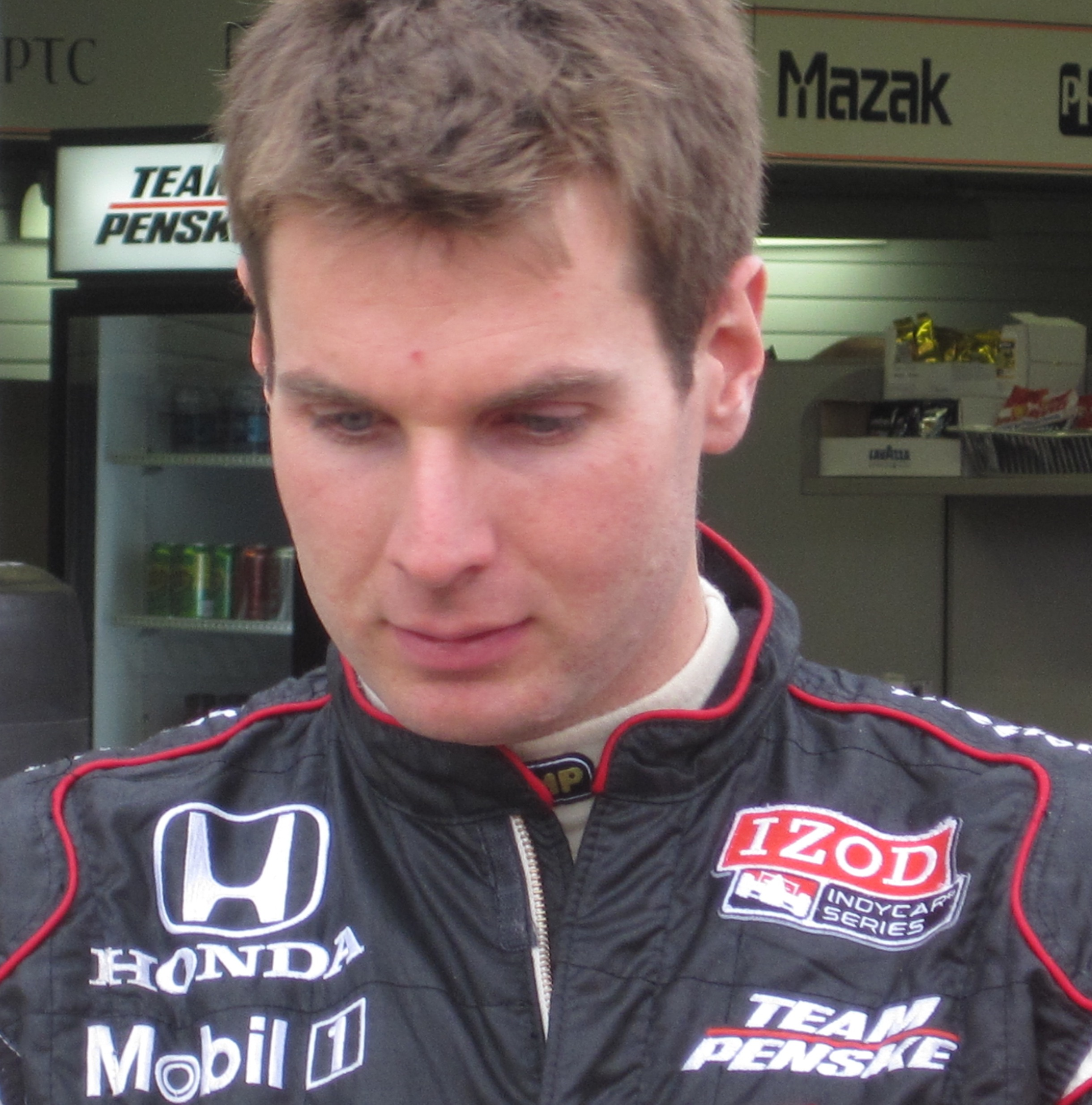
Will Power, quedaría subcampeón del campeonato 2011 y siendo involucrado en el aparatoso accidente en el óvalo de Las Vegas Motor Speedway, carrera en el cual el piloto Dan Wheldon, ganador de la Indy 500 de 2011, sería el más afectado de todos, por su parte, Will Power, aun siendo afectado por el accidente, no sufrió lesiones de consideración, y a pesar de ser el que más carreras ganó en el año, apenas fue separado de 18 puntos que necesitaba para quedarse con el título de la serie de 2011.

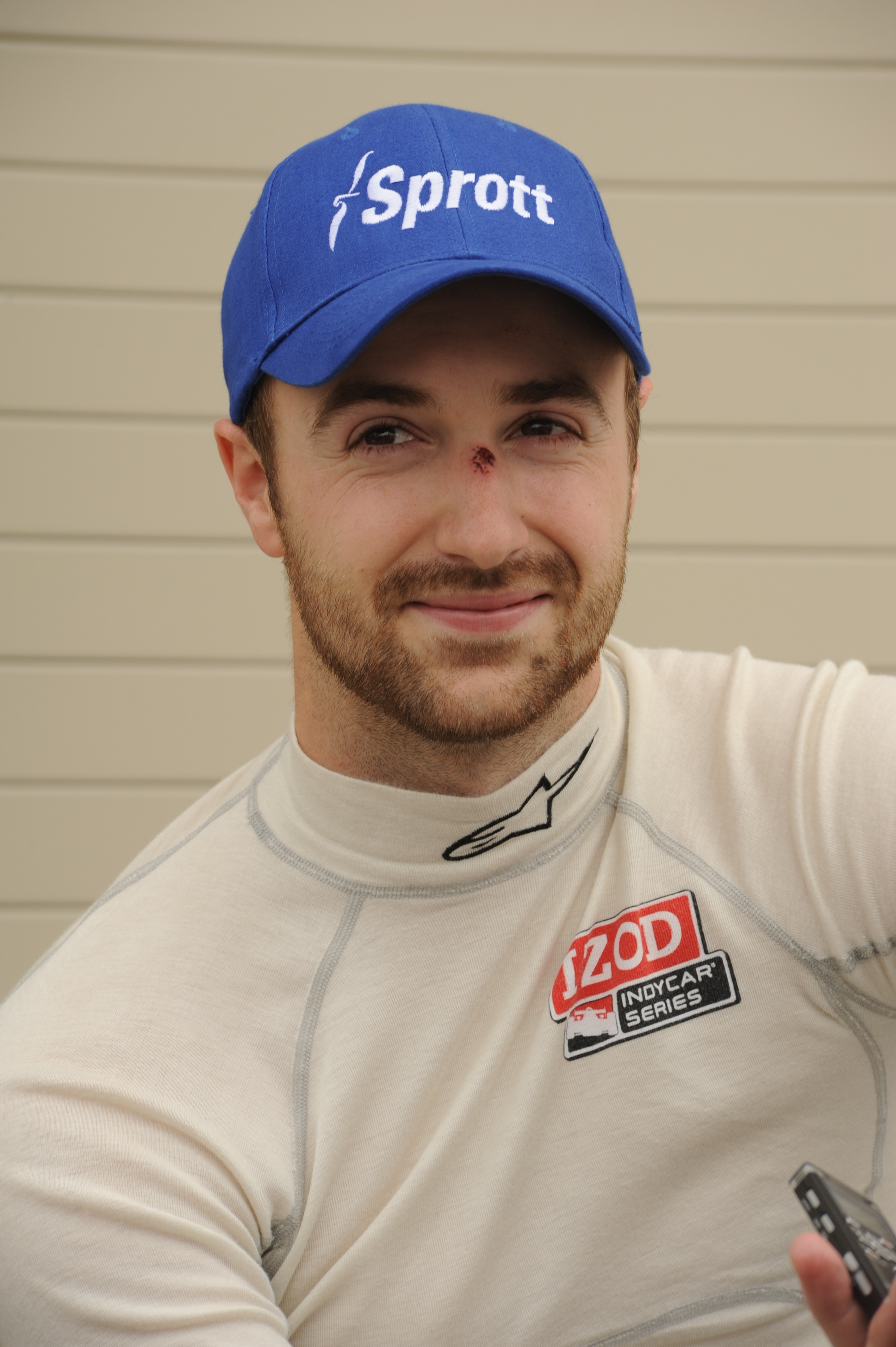
El piloto canadiense James Hinchcliffe, quien debutaría desde la segunda carrera del año, se quedó con el título de novatos en la temporada 2011 de la IndyCar Series.

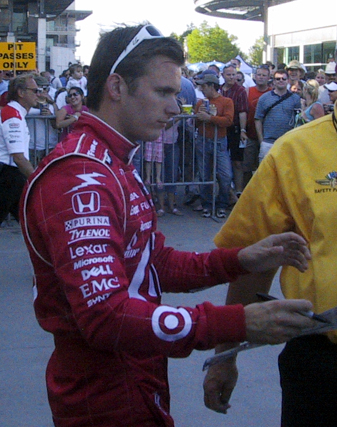
Dan Wheldon, campeón de la IndyCar Series de 2005 y ganador en 2005 de las 500 Millas de Indianapolis, se consagraba por segunda vez en 2011 como ganador de las 500 millas de Indianápolis, siendo justamente la Edición 95.º, siendo la conmemoración del centenario de la 1.º Edición, No obstante, era por el momento su única prueba del año. Posteriormente correría Kentucky, hasta su fatal accidente que le quitó la vida en el óvalo de Las Vegas Motor Speedway, el 16 de octubre de 2011.

## Desarrollo de la temporada

### Anuncios para el 2011
- Sunoco se convertirá en el oficial de combustible de la serie a partir de 2011 y hasta el 2014. Sunoco trabajará con APEX-Brasil y UNICA para proveer etanol para la serie.[1]
- El 11 de enero, la serie hizo varios anuncios con respecto a la próxima temporada:

* El nombre del órgano de gobierno, antes conocida como "Indy Racing League," ha cambiado el nombre de IndyCar.
* La "zona de reinicio" en los óvalos se pásó de 3 coches justo antes de la línea de salida/llegada.
- Los procedimiento de reinicio de competencia producto de una Bandera amarilla serán los mismos aplicados en la serie NASCAR, incluyendo un reinicio en doble fila, separados por el líder de vuelta, tendrá derecho a escoger la línea de carrera, y los que se encuentren con vuelta perdida formarán tanto en la posición detrás del líder o en la cola, así como aquellos coches se encuentren en boxes. El "pase libre" como regla no se aplica.
- La selección de la parrilla de salida en la zona de boxes para cada carrera será determinado por el orden de clasificación de la ronda anterior en la pista del mismo tipo (por ejemplo, autódromo u ovalada). Las excepciones a esta será la apertura de la temporada en San Petersburgo, que será fijada por los puntos de los participantes al final de la temporada (en este caso partir de 2010), y la Indy 500, que en este caso se llevará a su propio proceso de selección en boxes.
- El 6 de marzo, la serie ha anunciado que el número de coches permitidos para cada evento IndyCar para esta temporada será limitaría a 26 coches, a excepción de la 500 Millas de Indianápolis (que sigue siendo los tradicionales de 33) y el final de Las Vegas (30 coches).[2]
- Firestone ha firmado una extensión de su contrato de proveedor de neumáticos para permanecer en la serie como el único proveedor de neumáticos hasta el 2013 de momento.[3]

## Calendario 2011 de la IndyCar Series
- El horario de la serie fue anunciado el 10 de septiembre de 2010, con los horarios de la temporada y fue publicado el 22 de febrero.

| Ronda | Fecha                     | Carrera                                                           | Pista                          | Localización            | Horarios (ET)           | Canal de TV |
| ----- | ------------------------- | ----------------------------------------------------------------- | ------------------------------ | ----------------------- | ----------------------- | ----------- |
| 1     | 27 de marzo               | Honda Grand Prix of St. Petersburg                                | St. Petersburg                 | St. Petersburg, Florida | 12:30 p. m.             | ABC         |
| 2     | 10 de abril               | Honda Indy Grand Prix of Alabama presented by Legacy Credit Union | Barber Motorsports Park        | Birmingham, Alabama     | 3:00 p. m.              | Versus      |
| 3     | 17 de abril               | Toyota Grand Prix of Long Beach                                   | Long Beach                     | Long Beach, California  | 3:30 p. m.              | Versus      |
| 4     | 1 de mayo / 2 de mayo (*) | Itaipava São Paulo Indy 300 presented by Nestlé                   | Anhembi                        | São Paulo, Brasil       | 12:00 p. m./08:00 a. m. | Versus      |
| 5     | 29 de mayo                | 95th Indianápolis 500 Mile Race                                   | Indianapolis Motor Speedway    | Indianápolis, Indiana   | 12:00 p. m.             | ABC         |
| 6     | 11 de junio               | Firestone Twin 275s (C1 y C2)                                     | Texas Motor Speedway           | Fort Worth, Texas       | 8:00 p. m.              | Versus      |
| 7     | 19 de junio               | The Milwaukee 225                                                 | Milwaukee Mile                 | West Allis, Wisconsin   | 3:30 p. m.              | ABC         |
| 8     | 25 de junio               | Iowa Corn Indy 250                                                | Iowa Speedway                  | Newton, Iowa            | 8:00 p. m.              | Versus      |
| 9     | 10 de julio               | Honda Indy Toronto                                                | Exhibition Place               | Toronto, Ontario        | 2:00 p. m.              | Versus      |
| 10    | 24 de julio               | Honda Indy Edmonton                                               | Edmonton City Centre Airport   | Edmonton, Alberta       | 2:00 p. m.              | Versus      |
| 11    | 7 de agosto               | Honda Indy 200                                                    | Mid-Ohio                       | Lexington, Ohio         | 2:00 p. m.              | Versus      |
| 12    | 14 de agosto              | IZOD IndyCar 225                                                  | New Hampshire Motor Speedway   | Loudon, New Hampshire   | 3:30 p. m.              | ABC         |
| 13    | 28 de agosto              | Indy Grand Prix of Sonoma                                         | Infineon Raceway               | Sonoma, California      | 4:00 p. m.              | Versus      |
| 14    | 4 de septiembre           | Baltimore Grand Prix                                              | Baltimore                      | Baltimore, Maryland     | 2:00 p. m.              | Versus      |
| 15    | 18 de septiembre          | Indy Japan 300 (**)                                               | Twin Ring Motegi               | Motegi, Japón           | 11:00 p. m.             | Versus      |
| 16    | 2 de octubre              | Kentucky Indy 300                                                 | Kentucky Speedway              | Sparta, Kentucky        | 2:00 p. m.              | Versus      |
| 17    | 16 de octubre             | IZOD IndyCar World Championship                                   | Las Vegas Motor Speedway (***) | Las Vegas, Nevada       | 3:30 p. m.              | ABC         |

     Óvalo
     Circuito Permanente/Circuito Callejero
- (*) Carrera aplazada al día siguiente por lluvia.
- (**) El Japan Indy 300 no correrá en el trazado oval, siendo sustituido por el trazado permanente de Twin Ring Motegi que se usa habitualmente por la MotoGP, debido a serios daños al óvalo causados por el terremoto de 2011 y el tsunami en Tōhoku.
- (***)  Carrera Cancelada debido al choque de 15 automóviles de 34 inscritos, y debido a la posterior muerte del piloto inglés Dan Wheldon.

### Resultados de la Temporada
| \| Ronda \| Fecha \| Carrera \| Pista \| Localización \| Ganador \| Pole position \| Vuelta Rápida \| Equipo Ganador \| Mayor Número de Vueltas Lideradas \| Informe \| \| ----- \| ------------------ \| ----------------------------------------------------------------- \| ---------------------------- \| ----------------------- \| ------------------------------------------- \| ----------------------------------------- \| ------------------------------------- \| ----------------------------------------------- \| ------------------------------------------- \| ------- \| \| 1 \| Marzo 27 \| Honda Grand Prix of St. Petersburg \| St. Petersburg \| St. Petersburg, Florida \| Dario Franchitti \| Will Power \| Hélio Castroneves \| Chip Ganassi Racing \| Dario Franchitti \| Informe \| \| 2 \| Abril 10 \| Honda Indy Grand Prix of Alabama presented by Legacy Credit Union \| Barber Motorsports Park \| Birmingham, Alabama \| Will Power \| Will Power \| Scott Dixon \| Team Penske \| Will Power \| Informe \| \| 3 \| Abril 17 \| Toyota Grand Prix of Long Beach \| Long Beach \| Long Beach, California \| Mike Conway \| Will Power \| Dario Franchitti \| Andretti Autosport \| Ryan Briscoe \| Informe \| \| 4 \| Mayo 1 / Myo 2 (*) \| Itaipava São Paulo Indy 300 presented by Nestlé (*) \| Anhembi \| São Paulo, Brasil \| Will Power \| Will Power \| Sinona de Silvestro \| Team Penske \| Will Power \| Informe \| \| 5 \| Mayo 29 \| 95.º edición de las 500 Millas de Indianápolis \| Indianapolis Motor Speedway \| Speedway, Indiana \| Dan Wheldon \| Alex Tagliani \| Dario Franchitti \| Bryan Herta Autosport \| Scott Dixon \| Informe \| \| 6 \| Junio 11 \| Firestone Twin 275s C1 y C2 \| Texas Motor Speedway \| Fort Worth, Texas \| Ronda 1 Dario Franchitti Ronda 2 Will Power \| Ronda 1 Alex Tagliani Ronda 2 Tony Kanaan \| Ronda 1 E.J. Viso Ronda 2 Scott Dixon \| Ronda 1 Chip Ganassi Racing Ronda 2 Team Penske \| Ronda 1 Dario Franchitti Ronda 2 Will Power \| Informe \| \| 7 \| Junio 19 \| The Milwaukee 225 \| Milwaukee Mile \| West Allis, Wisconsin \| Dario Franchitti \| Dario Franchitti \| Dario Franchitti \| Chip Ganassi Racing \| Dario Franchitti \| Informe \| \| 8 \| Junio 25 \| Iowa Corn Indy 250 \| Iowa Speedway \| Newton, Iowa \| Marco Andretti \| Takuma Satō \| Alex Tagliani \| Andretti Autosport \| Dario Franchitti \| Informe \| \| 9 \| Julio 10 \| Honda Molson Indy Toronto \| Exhibition Place \| Toronto, Ontario \| Dario Franchitti \| Will Power \| Justin Wilson \| Chip Ganassi Racing \| Will Power \| Informe \| \| 10 \| Julio 24 \| Honda Molson Indy Edmonton \| Edmonton City Centre Airport \| Edmonton, Alberta \| Will Power \| Takuma Satō \| Sébastien Bourdais \| Team Penske \| Will Power \| Informe \| \| 11 \| Agosto 7 \| Honda Indy 200 \| Mid-Ohio \| Lexington, Ohio \| Scott Dixon \| Scott Dixon \| Scott Dixon \| Chip Ganassi Racing \| Scott Dixon \| Informe \| \| 12 \| Agosto 14 \| IZOD IndyCar 225 of New Hampshire \| New Hampshire Motor Speedway \| Loudon, New Hampshire \| Ryan Hunter-Reay \| Dario Franchitti \| Scott Dixon \| Andretti Autosport \| Dario Franchitti \| Informe \| \| 13 \| Agosto 28 \| Indy Grand Prix of Sonoma \| Infineon Raceway \| Sonoma, California \| Will Power \| Will Power \| Will Power \| Team Penske \| Will Power \| Informe \| \| 14 \| Septiembre 4 \| Baltimore Grand Prix \| Inner Harbor \| Baltimore, Maryland \| Will Power \| Will Power \| Will Power \| Team Penske \| Will Power \| Informe \| \| 15 \| Septiembre 18 \| Indy Japan 300 (**) \| Twin Ring Motegi \| Motegi, Japón \| Scott Dixon \| Scott Dixon \| Giorgio Pantano \| Chip Ganassi Racing \| Scott Dixon \| Informe \| \| 16 \| Octubre 2 \| Kentucky Indy 300 \| Kentucky Speedway \| Sparta, Kentucky \| Ed Carpenter \| Will Power \| Ed Carpenter \| Sarah Fisher Racing \| Dario Franchitti \| Informe \| \| 17 \| Octubre 16 \| IZOD IndyCar World Championship \| Las Vegas Motor Speedway \| Las Vegas, Nevada \| CC(***) \| Tony Kanaan \| CC(***) \| CC(***) \| CC(***) \| Informe \| |                    |                                                                   |                              |                         |                                             |                                           |                                       |                                                 |                                             |         |
| Ronda | Fecha              | Carrera                                                           | Pista                        | Localización            | Ganador                                     | Pole position                             | Vuelta Rápida                         | Equipo Ganador                                  | Mayor Número de Vueltas Lideradas           | Informe |
| 1 | Marzo 27           | Honda Grand Prix of St. Petersburg                                | St. Petersburg               | St. Petersburg, Florida | Dario Franchitti                            | Will Power                                | Hélio Castroneves                     | Chip Ganassi Racing                             | Dario Franchitti                            | Informe |
| 2 | Abril 10           | Honda Indy Grand Prix of Alabama presented by Legacy Credit Union | Barber Motorsports Park      | Birmingham, Alabama     | Will Power                                  | Will Power                                | Scott Dixon                           | Team Penske                                     | Will Power                                  | Informe |
| 3 | Abril 17           | Toyota Grand Prix of Long Beach                                   | Long Beach                   | Long Beach, California  | Mike Conway                                 | Will Power                                | Dario Franchitti                      | Andretti Autosport                              | Ryan Briscoe                                | Informe |
| 4 | Mayo 1 / Myo 2 (*) | Itaipava São Paulo Indy 300 presented by Nestlé (*)               | Anhembi                      | São Paulo, Brasil       | Will Power                                  | Will Power                                | Sinona de Silvestro                   | Team Penske                                     | Will Power                                  | Informe |
| 5 | Mayo 29            | 95.º edición de las 500 Millas de Indianápolis                    | Indianapolis Motor Speedway  | Speedway, Indiana       | Dan Wheldon                                 | Alex Tagliani                             | Dario Franchitti                      | Bryan Herta Autosport                           | Scott Dixon                                 | Informe |
| 6 | Junio 11           | Firestone Twin 275s C1 y C2                                       | Texas Motor Speedway         | Fort Worth, Texas       | Ronda 1 Dario Franchitti Ronda 2 Will Power | Ronda 1 Alex Tagliani Ronda 2 Tony Kanaan | Ronda 1 E.J. Viso Ronda 2 Scott Dixon | Ronda 1 Chip Ganassi Racing Ronda 2 Team Penske | Ronda 1 Dario Franchitti Ronda 2 Will Power | Informe |
| 7 | Junio 19           | The Milwaukee 225                                                 | Milwaukee Mile               | West Allis, Wisconsin   | Dario Franchitti                            | Dario Franchitti                          | Dario Franchitti                      | Chip Ganassi Racing                             | Dario Franchitti                            | Informe |
| 8 | Junio 25           | Iowa Corn Indy 250                                                | Iowa Speedway                | Newton, Iowa            | Marco Andretti                              | Takuma Satō                               | Alex Tagliani                         | Andretti Autosport                              | Dario Franchitti                            | Informe |
| 9 | Julio 10           | Honda Molson Indy Toronto                                         | Exhibition Place             | Toronto, Ontario        | Dario Franchitti                            | Will Power                                | Justin Wilson                         | Chip Ganassi Racing                             | Will Power                                  | Informe |
| 10 | Julio 24           | Honda Molson Indy Edmonton                                        | Edmonton City Centre Airport | Edmonton, Alberta       | Will Power                                  | Takuma Satō                               | Sébastien Bourdais                    | Team Penske                                     | Will Power                                  | Informe |
| 11 | Agosto 7           | Honda Indy 200                                                    | Mid-Ohio                     | Lexington, Ohio         | Scott Dixon                                 | Scott Dixon                               | Scott Dixon                           | Chip Ganassi Racing                             | Scott Dixon                                 | Informe |
| 12 | Agosto 14          | IZOD IndyCar 225 of New Hampshire                                 | New Hampshire Motor Speedway | Loudon, New Hampshire   | Ryan Hunter-Reay                            | Dario Franchitti                          | Scott Dixon                           | Andretti Autosport                              | Dario Franchitti                            | Informe |
| 13 | Agosto 28          | Indy Grand Prix of Sonoma                                         | Infineon Raceway             | Sonoma, California      | Will Power                                  | Will Power                                | Will Power                            | Team Penske                                     | Will Power                                  | Informe |
| 14 | Septiembre 4       | Baltimore Grand Prix                                              | Inner Harbor                 | Baltimore, Maryland     | Will Power                                  | Will Power                                | Will Power                            | Team Penske                                     | Will Power                                  | Informe |
| 15 | Septiembre 18      | Indy Japan 300 (**)                                               | Twin Ring Motegi             | Motegi, Japón           | Scott Dixon                                 | Scott Dixon                               | Giorgio Pantano                       | Chip Ganassi Racing                             | Scott Dixon                                 | Informe |
| 16 | Octubre 2          | Kentucky Indy 300                                                 | Kentucky Speedway            | Sparta, Kentucky        | Ed Carpenter                                | Will Power                                | Ed Carpenter                          | Sarah Fisher Racing                             | Dario Franchitti                            | Informe |
| 17 | Octubre 16         | IZOD IndyCar World Championship                                   | Las Vegas Motor Speedway     | Las Vegas, Nevada       | CC(***)                                     | Tony Kanaan                               | CC(***)                               | CC(***)                                         | CC(***)                                     | Informe |

     Óvalo
     Circuito Permanente/Circuito Callejero
- (CC) Carrera Cancelada.
- (*) Aplazada al día siguiente por lluvia.
- (**) El Japan Indy 300 no correrá en el trazado oval, siendo sustituido por el trazado permanente de Twin Ring Motegi que se usa habitualmente por la MotoGP, debido a serios daños al óvalo causados por el terremoto de 2011 y el tsunami en Tōhoku.

La carrera IZOD IndyCar World Championship, que celebraba en Las Vegas, Nevada, fue abortada o cancelada aparatosamente, debido al terrible accidente de 15 coches de 34 que entraron en dicha carrera, el piloto más grave fue el campeón de las 500 millas de Indianápolis de (2005 y 2011), y excampeón de la serie en 2005 con Andretti Autosport, el piloto inglés Dan Wheldon, que corría con el equipo Sam Schmidt Motorsports se reportó con serias heridas que no le permitió salir del coche, ya en el hospital, después de ser llevado en helicóptero. Allí fallecería una hora después del incidente. Por tal motivo, y para mostrar respetos con la familia del piloto, se decidió cancelar la prueba, lo cual no se declararía ganador de la prueba, sin embargo, a raíz del aparatoso accidente, Dario Franchitti es declarado Campeón de la serie, seguido del australiano Will Power, quien también fue afectado por el múltiple accidente.

### Los contratos existentes
- El São Paulo Indy 300 tiene un contrato hasta 2019.[4]

- El Honda Grand Prix of St. Petersburg continuará hasta el 2013.[5] Las autoridades municipales buscan extender el contrato hasta el 2014.[6]

- Iowa Speedway está ultimando una prórroga de dos años hasta el 2011.[7]

- Infineon Raceway firmó una extensión de la temporada 2011.
- Un acuerdo ha sido firmado con la ciudad de Long Beach para ampliar el Toyota Grand Prix of Long Beach hasta el 2015 con una opción hasta 2020.[8]
- Barber Motorsports Park firmó un contrato por tres años hasta el 2012.[9]
- Mid-Ohio tiene un contrato hasta el 2011.[10]

- La Octane Racing Group, que promueve la Fórmula 1 el Gran Premio de Canadá y la carrera de NASCAR Nationwide Series en el circuito Gilles Villeneuve, asumirá el cargo de promotor de la Edmonton Indy Honda, tras acordar una prórroga de tres años. La carrera ha sido anunciada como "cancelada" el 3 de noviembre de 2010, debido a un impase en las negociaciones entre los promotores de la carrera y la ciudad de Edmonton.[11] Sin embargo, las negociaciones para reactivar la carrera se reinició la semana siguiente.[12] El 26 de noviembre de 2010, en Edmonton, Alberta, el ayuntamiento votó a favor de restaurar el Honda Edmonton Indy con fondos adicionales de fuentes privadas y de ingresos para un nuevo aparcamiento.[13] IndyCar anunció oficialmente que dicha carrera seguirá dentro calendario pactado que se publicó el 11 de enero de 2011.[14]

### Carreras que regresan o que ingresan al calendario
- El Baltimore Grand Prix se estrenará en septiembre del 2 al 4 de 2011. El evento se llevará a cabo en un circuito callejero de 2,4 millas en Inner Harbor del Oriole Park at Camden Yards.[15] El contrato se extiende hasta el 2015.[16]

- Una carrera en el New Hampshire Motor Speedway en Loudon, Nuevo Hampshire, volverá para el 14 de agosto de 2011, anunciado de manera oficial que tuvo lugar antes el 27 de junio de 2010 en la competencia del Lenox Industrial Tools 301 de NASCAR Sprint Cup Series. La última carrera se celebró como evento IndyCar en 1998 y desde entonces ha sido vendida a Speedway Motorsports, que tiene las carreras de IndyCar en Texas, Kentucky, e Infineon.[17] La fecha fijada era el originalmente para el 31 de julio, pero fue movida después la publicación del calendario de NASCAR 2011, el cual hace que se cruce, por lo que fue reasignada su fecha.[18]

- La Milla de Milwaukee, volverá a la programación de 2011.[19]
- El final de la temporada será en Las Vegas Motor Speedway, IZOD IndyCar World Championship, ofrecerá un premio en efectivo de US$ 5 millones para cualquier piloto que gane la carrera de algún piloto que venga de alguna otra disciplina de competiciones de carreras diferente a la IndyCar y que no sea piloto regular de la IndyCar Series.[20]

### Carreras Interrumpidas
- Chicagoland, Watkins Glen, Homestead, y Kansas - pistas de propiedad de la ISC - no fueron incluidas como carreras para la presente temporada.

### Modificaciones de último minuto
- El Japan Indy 300 no correrá en el trazado oval, siendo sustituido por el trazado permanente de Twin Ring Motegi que se usa habitualmente por la MotoGP, debido a serios daños al óvalo causados por el terremoto de 2011 y el tsunami en Tōhoku.

## Equipos para la temporada 2011 de la IndyCar Series

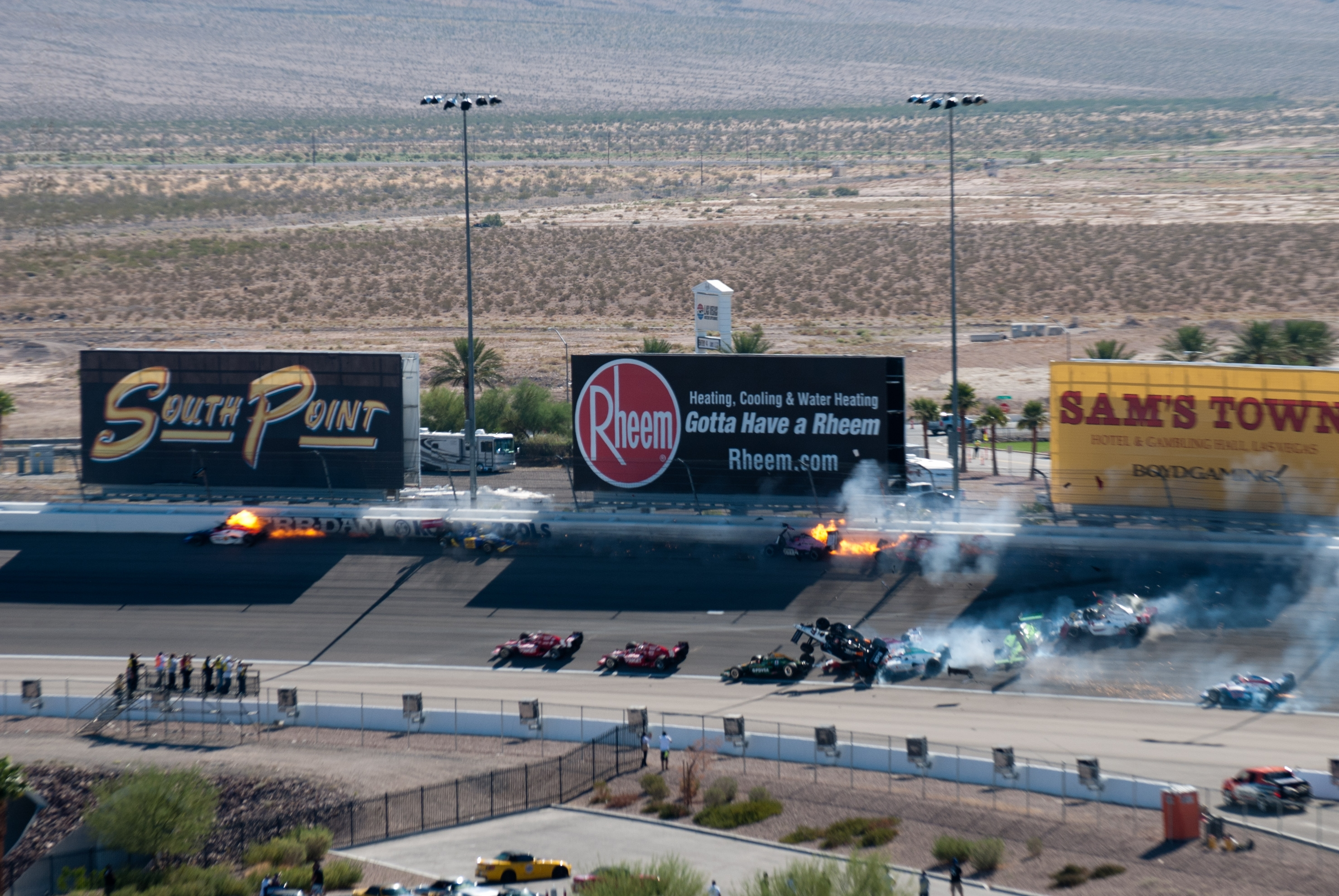
En la carrera de Las Vegas, Wheldon resultó fatalmente herido en un choque que involucró hasta 15 automóviles y provocó una bandera roja. Wheldon fue incapaz de salir del coche, y fue trasladado a un hospital local con lo que se describió como "lesiones graves". Fue declarado muerto a las 17:00 en el hospital donde fue trasladado por contusiones en la cabeza. Los pilotos decidieron hacer un saludo en su honor de 10 minutos, dando 5 vueltas al óvalo donde estaban corriendo.

Este cuadro refleja los pilotos titulares. Todos los pilotos competiten con motores Honda, neumáticos Firestone, y chasís Dallara IR03. La (R) identifica al novato del campeonato IZOD IndyCar Series.
| Equipo | N.º | Pilotos                    | Patrocinadores                                                            | Detalles |
| --- | --- | -------------------------- | ------------------------------------------------------------------------- | --- |
| Chip Ganassi Racing                                                                                          | 9   | Scott Dixon                | Target                                                                    | |
| Chip Ganassi Racing                                                                                          | 10  | Dario Franchitti           | Target/Kellogg's                                                          | |
| Chip Ganassi Racing                                                                                          | 38  | Graham Rahal               | Service Central                                                           | |
| Chip Ganassi Racing                                                                                          | 83  | Charlie Kimball (R)        | Novo Nordisk                                                              | |
| Team Penske                                                                                                  | 3   | Hélio Castroneves          | Shell/AAA/Penske Truck Rental/Cerveja Itaipava/GuidePoint Systems/Hitachi | |
| Team Penske                                                                                                  | 6   | Ryan Briscoe               | IZOD/PPG/Penske Truck Rental/GuidePoint Systems/Hitachi                   | |
| Team Penske                                                                                                  | 12  | Will Power                 | Verizon Wireless                                                          | |
| Andretti Autosport                                                                                           | 7   | Danica Patrick             | GoDaddy.com                                                               | |
| Andretti Autosport                                                                                           | 26  | Marco Andretti             | Venom Energy Drink                                                        | |
| Andretti Autosport                                                                                           | 27  | Mike Conway                | GoDaddy.com/Dr. Pepper/7-Eleven                                           | (No calificó a la Indy 500). |
| Andretti Autosport                                                                                           | 28  | Ryan Hunter-Reay           | DHL/Sun Drop                                                              | Aunque con su coche titulas no clasificó a las 500 Millas de Indianápolis, Reemplaza al Brasileño Bruno Junqueira del equipo A. J. Foyt Enterprises, quien había clasificado en la parrilla de salida en el puesto 19, pero según las negociaciones para manejar el coche 28 del equipo durante las 500 millas de Indianápolis, A. J. Foyt Enterprises acordó con Andretti Autosport que Ryan Hunter-Reay corriera en su lugar. |
| Andretti Autosport                                                                                           | 43  | John Andretti              | Window World                                                              | Correrá unicmaente la Indy 500; en asociación especial con el equipo Richard Petty Motorsports |
| Panther Racing                                                                                               | 4   | J. R. Hildebrand (R)       | U.S. National Guard                                                       | |
| Panther Racing                                                                                               | 44  | Buddy Rice                 | Fuzzy Vodka                                                               | Indy 500 y Las Vegas. |
| Dreyer & Reinbold Racing                                                                                     | 11  | Davey Hamilton             | Hewlett Packard                                                           | 3 Carreras: Indy 500, Texas y Las Vegas. |
| Dreyer & Reinbold Racing                                                                                     | 22  | Justin Wilson              | Z-Line Designs/Dad's Root Beer/Walmart                                    | Wilson sufrió un accidente que le dejó fuera de la carrera Mid-Ohio e Infineon así como en Baltimore. |
| Dreyer & Reinbold Racing                                                                                     | 22  | Simon Pagenaud (R)         | Roll Coater                                                               | Reemplaza a Wilson en Mid-Ohio. |
| Dreyer & Reinbold Racing                                                                                     | 22  | Tomas Scheckter            | MoveThatBlock.com                                                         | Reemplaza a Wilson en Loudon. |
| Dreyer & Reinbold Racing                                                                                     | 22  | Giorgio Pantano (R)        | Tran Systems/Z-Line Designs/Dad's Root Beer/WIX Filters                   | Reemplaza a Wilson en Baltimore e Infineon. |
| Dreyer & Reinbold Racing                                                                                     | 23  | Paul Tracy                 | WIX Filters                                                               | Indy 500. |
| Dreyer & Reinbold Racing                                                                                     | 24  | Ana Beatriz (R)            | Petróleo Ipiranga/Lubrizol                                                | Pagenaud reemplazó a Beatriz en Barber Luego de su aparatoso accidente. |
| Dreyer & Reinbold Racing                                                                                     | 24  | Simon Pagenaud (R)         | Team Ipiranga/BlazeMaster                                                 | Pagenaud reemplazó a Beatriz en Barber Luego de su aparatoso accidente. |
| A. J. Foyt Enterprises                                                                                       | 14  | Vítor Meira                | ABC Supply Company / DHL                                                  | |
| A. J. Foyt Enterprises                                                                                       | 41  | Bruno Junqueira            | ABC Supply Company / DHL                                                  | Indy 500.Junqueira clasifica en la parrilla de salida en el puesto 19, Pero fue reemplazado por Ryan Hunter-Reay luego de negociaciones con Andretti Autosport. |
| A. J. Foyt Enterprises                                                                                       | 41  | Ryan Hunter-Reay           | ABC Supply Company / DHL                                                  | Indy 500.Junqueira clasifica en la parrilla de salida en el puesto 19, Pero fue reemplazado por Ryan Hunter-Reay luego de negociaciones con Andretti Autosport. |
| Sam Schmidt Motorsports                                                                                      | 17  | Martin Plowman (R)         | Snowball Express/Magnum Boots/Advantica/Freem/K.E.P.                      | 3 Carreras: Mid-Ohio, Sonoma y Baltimore; Otras 4 carreras con otro piloto que aún se desconoce, asociado con el equipo AFS Racing |
| Sam Schmidt Motorsports                                                                                      | 17  | Hideki Mutoh               | Formula Dream                                                             | Solo Motegi, asociado con AFS Racing |
| Sam Schmidt Motorsports                                                                                      | 17  | Wade Cunningham (R)        | Creatherm                                                                 | Kentucky y Las Vegas; asociado con AFS Racing |
| Sam Schmidt Motorsports                                                                                      | 77  | Alex Tagliani              | Bowers & Wilkins                                                          | Todas las Carreras excepto Kentucky |
| Sam Schmidt Motorsports                                                                                      | 77  | Dan Wheldon                | Bowers & Wilkins                                                          | Solo en Kentucky. |
| Sam Schmidt Motorsports                                                                                      | 88  | Jay Howard                 | Service Central                                                           | Indy 500; En asociación con Rahal Letterman Lanigan Racing |
| Sam Schmidt Motorsports                                                                                      | 99  | Townsend Bell              | Herbalife/Schmidt Pelfrey Racing                                          | Indy 500. |
| Sam Schmidt Motorsports                                                                                      | 99  | Wade Cunningham (R)        | Creatherm                                                                 | En este coche solo corrió en Texas. |
| HVM Racing                                                                                                   | 78  | Simona de Silvestro        | Entergy/Purdue University                                                 | Accidentada Fuertemente en la anterior competencia por lo que se perdió Sonoma. |
| HVM Racing                                                                                                   | 78  | Simon Pagenaud (R)         | Entergy/Purdue University                                                 | Reemplazó a de Silvestro en Sonoma. |
| KV Racing Technology/Lotus                                                                                   | 5   | Takuma Satō                | Lotus Cars/Panasonic                                                      | |
| KV Racing Technology/Lotus                                                                                   | 59  | E. J. Viso                 | Lotus Cars/PDVSA                                                          | |
| KV Racing Technology/Lotus                                                                                   | 82  | Tony Kanaan                | Lotus Cars/Geico/Cerveja Itaipava                                         | |
| Dale Coyne Racing                                                                                            | 18  | James Jakes (R)            | Acorn Stairlifts/Boy Scouts of America                                    | (No calificó a la Indy 500). |
| Dale Coyne Racing                                                                                            | 19  | Sébastien Bourdais         | Boy Scouts of America                                                     | Corerrá solo circuitos (Callejeros y Permanentes) |
| Dale Coyne Racing                                                                                            | 19  | Alex Lloyd                 | Boy Scouts of America                                                     | Solo algunos óvalos, partiendo desde la Indy 500. |
| Newman/Haas Racing                                                                                           | 2   | Oriol Servià               | Telemundo/CDW                                                             | Usa el coche con el #02 en St. Petesburg. |
| Newman/Haas Racing                                                                                           | 06  | James Hinchcliffe (R)      | Eric Sprott & Sprott Inc.                                                 | Todas las carreras races excepto St. Petesburg y Motegi |
| Conquest Racing                                                                                              | 34  | Sebastián Saavedra (R)     | Bogotá es Mundial                                                         | (No calificó a la Indy 500) Todo el campeonato, Excepto Montegi y Kentucky por falta de patrocinio, pero correrá la última del año. |
| Conquest Racing                                                                                              | 34  | João Paulo de Oliveira (R) | Ceremony Group                                                            | Corre Motegi únicamente. |
| Conquest Racing                                                                                              | 34  | Dillon Battistini (R)      |                                                                           | Kentucky por ahora. |
| Conquest Racing                                                                                              | 36  | Pippa Mann (R)             | Loctite/Armando Montelongo                                                | Solo 500 millas de Indianápolis |
| Equipos y Pilotos que solo aspiran a entrar para las 500 Millas de Indianápolis y algunas otras competencias |     |                            |                                                                           | |
| AFS Racing                                                                                                   | 17  | Raphael Matos              | Automatic Fire Sprinklers                                                 | Desde St. Petesburg en adelante. (No calificó a la Indy 500). |
| Sarah Fisher Racing                                                                                          | 57  | Tomas Scheckter            | Angie's List                                                              | Solamente Las Vegas |
| Sarah Fisher Racing                                                                                          | 67  | Ed Carpenter               | Dollar General                                                            | 10 Carreras: Indy 500, Texas, Milwaukee, Iowa, Mid-Ohio, Loudon, Sonoma, Baltimore, Kentucky y Las Vegas. |
| Dragon Racing                                                                                                | 8   | Paul Tracy                 | Ralphs/Motegi Wheels/Make-A-Wish Foundation                               | 5 Carreras: Long Beach, Texas, Toronto, Edmonton y Las Vegas |
| Dragon Racing                                                                                                | 8   | Ho-Pin Tung (R)            | Mouser Electronics                                                        | Indy 500; en convenio con Sam Schmidt Motorsports |
| Dragon Racing                                                                                                | 20  | Scott Speed (R)            | Fuzzy's Vodka/Vizio                                                       | Indy 500 y Las Vegas. Carpentier intentaría calificar con el coche #20 para la Indy 500 pero su velocidad fue insuficiente para requerir el tiempo para el Pole Day. |
| Dragon Racing                                                                                                | 20  | Patrick Carpentier         | Fuzzy's Vodka/Vizio                                                       | Indy 500 y Las Vegas. Carpentier intentaría calificar con el coche #20 para la Indy 500 pero su velocidad fue insuficiente para requerir el tiempo para el Pole Day. |
| Dragon Racing                                                                                                | 88  | Ho-Pin Tung (R)            | Mouser Electronics                                                        | Corre por ahora, Sonoma en convenio con Sam Schmidt Motorsports |
| SH Racing | 07  | Tomas Scheckter            | REDLINE Xtreme Energy Drink                                               | Indy 500; Con el apoyo de KV Racing Technology – Lotus |
| Bryan Herta Autosport                                                                                        | 98  | Dan Wheldon                | William Rast/Curb Records                                                 | Indy 500, Kentucky y Las Vegas |
| Rahal Letterman Lanigan Racing                                                                               | 15  | Jay Howard                 | Service Central                                                           | Solo Las Vegas. |
| Rahal Letterman Lanigan Racing                                                                               | 30  | Bertrand Baguette          | Royal Automobile Club of Belgium                                          | Indy 500 |
| Rahal Letterman Lanigan Racing                                                                               | 30  | Pippa Mann (R)             | National Tire and Battery/Big O Tires                                     | Confirmada para correr 3 carreras: Loudon, Kentucky y Las Vegas. |

## Estadísticas de la temporada
| 1        | Dario Franchitti       | 1*  | 3   | 3   | 4      | 9          | 12        | 1*  | 7   | 1*  | 5*  | 1   | 3   | 2   | 20* | 4   | 4   | 8   | 2*  | (C)        | 573    |
| 2        | Will Power             | 2   | 1*  | 10  | 1*     | 5          | 14        | 3   | 1*  | 4   | 21  | 24* | 1*  | 14  | 5   | 1*  | 1*  | 2   | 19  | (C)        | 555    |
| 3        | Scott Dixon            | 16  | 2   | 18  | 12     | 2          | 5*        | 2   | 2   | 7   | 3   | 2   | 23  | 1*  | 3   | 5   | 5   | 1*  | 3   | (C)        | 518    |
| 4        | Oriol Servià           | 9   | 5   | 6   | 5      | 3          | 6         | 21  | 15  | 3   | 14  | 12  | 22  | 8   | 2   | 11  | 2   | 5   | 6   | (C)        | 425    |
| 5        | Tony Kanaan            | 3   | 6   | 8   | 22     | 23         | 4         | 11  | 5   | 19  | 2   | 26  | 4   | 5   | 22  | 28  | 3   | 17  | 17  | (C)        | 367    |
| 6        | Ryan Briscoe           | 18  | 21  | 2*  | 3      | 27         | 27        | 6   | 3   | 11  | 6   | 7   | 10  | 16  | 8   | 3   | 14  | 20  | 8   | (C)        | 364    |
| 7        | Ryan Hunter-Reay       | 21  | 14  | 23  | 18     | DNQ (***') | 23        | 19  | 9   | 26  | 8   | 3   | 7   | 3   | 1   | 10  | 8   | 24  | 5   | (C)        | 347    |
| 8        | Marco Andretti         | 24  | 4   | 26  | 14     | 28         | 9         | 13  | 6   | 13  | 1   | 4   | 14  | 7   | 24  | 24  | 25  | 3   | 27  | (C)        | 337    |
| 9        | Graham Rahal           | 17  | 18  | 13  | 2      | 30         | 3         | 9   | 30  | 2   | 15  | 13  | 25  | 24  | 26  | 8   | 10  | 12  | 12  | (C)        | 320    |
| 10       | Danica Patrick         | 12  | 17  | 7   | 23     | 26         | 10        | 16  | 8   | 5   | 10  | 19  | 9   | 21  | 6   | 21  | 6   | 11  | 10  | (C)        | 314    |
| 11       | Hélio Castroneves      | 20  | 7   | 12  | 21     | 16         | 17        | 10  | 4   | 9   | 7   | 17  | 2   | 19  | 17  | 2   | 17  | 22  | 29  | (C)        | 312    |
| 12       | James Hinchcliffe      |     | 24  | 4   | 9      | 13         | 29        | 20  | 19  | 6   | 9   | 14  | 15  | 20  | 4   | 7   | 24  | 15  | 4   | (C)        | 302    |
| 13       | Takuma Satō            | 5   | 16  | 21  | 8      | 10         | 33        | 5   | 12  | 8   | 19  | 20  | 21  | 4   | 7   | 18  | 18  | 10  | 15  | (C)        | 297    |
| 14       | J. R. Hildebrand       | 11  | 13  | 17  | 10     | 12         | 2         | 23  | 18  | 21  | 4   | 8   | 11  | 25  | 21  | 23  | 19  | 7   | 20  | (C)        | 296    |
| 15       | Alex Tagliani          | 6   | 15  | 5   | 19     | 1          | 28        | 4   | 14  | 18  | 16  | 23  | 17  | 6   | 19  | 20  | 7   | 4   |     | (C)        | 296    |
| 16       | Vítor Meira            | 8   | 12  | 9   | 17     | 11         | 15        | 8   | 11  | 24  | 18  | 5   | 12  | 10  | 10  | 22  | 9   | 25  | 16  | (C)        | 287    |
| 17       | Mike Conway            | 23  | 22  | 1   | 6      | DNQ        | DNQ       | 24  | 17  | 12  | 24  | 22  | 8   | 26  | 25  | 16  | 23  | 9   | 18  | (C)        | 260    |
| 18       | E. J. Viso             | 19  | 23  | 25  | 13     | 18         | 32        | 7   | 10  | 20  | 17  | 9   | 20  | 15  | 12  | 9   | 15  | 21  | 23  | (C)        | 241    |
| 19       | Charlie Kimball        | 22  | 10  | 24  | 16     | 29         | 13        | 30  | 23  | 14  | 22  | 21  | 19  | 11  | 9   | 26  | 21  | 23  | 13  | (C)        | 233    |
| 20       | Simona de Silvestro    | 4   | 9   | 20  | 20     | 24         | 31        | 26  | 27  | 25  | DNS | 10  | 24  | 12  | 16  |     | 12  | 14  | 25  | (C)        | 225    |
| 21       | Ana Beatriz            | 14  |     | 19  | 24     | 33         | 21        | 22  | 22  | 17  | 23  | 11  | 13  | 17  | 14  | 13  | 16  | 19  | 24  | (C)        | 212    |
| 22       | James Jakes            | 15  | 25  | 15  | 15     | DNQ        | DNQ       | 25  | 28  | 15  | 25  | 18  | 18  | 23  | 18  | 19  | 27  | 13  | 21  | (C)        | 189    |
| 23       | Sébastien Bourdais     | DNS | 11  | 27  | 26     |            |           |     |     |     |     | 6   | 6   | 9   |     | 6   | 28  | 6   |     |            | 188    |
| 24       | Justin Wilson          | 10  | 19  | 22  | 7      | 20         | 16        | 17  | 21  | 10  | 12  | 15  | 5   | Ret |     |     |     |     |     |            | 183    |
| 25       | Sebastián Saavedra     | 13  | 26  | 14  | 11     | DNQ        | DNQ       | 28  | 29  | 23  | 20  | 25  | 16  | 27  | 15  | 14  | 13  |     |     | (C)        | 178    |
| 26       | Ed Carpenter           |     |     |     |        | 8          | 11        | 18  | 16  | 16  | 11  |     |     | 22  | 11  | 25  | 20  |     | 1   | (C)        | 175    |
| 27       | Alex Lloyd             |     |     |     |        | 31         | 19        | 14  | 24  | 22  | 13  |     |     |     | 13  |     |     |     | 26  | (C)        | 85     |
| 28       | Dan Wheldon (****)     |     |     |     |        | 6          | 1         |     |     |     |     |     |     |     |     |     |     |     | 14  | (C) (****) | 75     |
| 29       | Paul Tracy             |     |     | 16  |        | 25         | 25        | 12  | 13  |     |     | 16  | 26  |     |     |     |     |     |     | (C)        | 68     |
| 30       | Raphael Matos          | 7   | 20  | 11  | 25     | DNQ        | DNQ       |     |     |     |     |     |     |     |     |     |     |     |     |            | 67     |
| 31       | Simon Pagenaud         |     | 8   |     |        |            |           |     |     |     |     |     |     | 13  |     | 15  |     |     |     |            | 56     |
| 32       | Tomas Scheckter        |     |     |     |        | 22         | 8         |     |     |     |     |     |     |     | 23  |     | 22  |     |     | (C)        | 52     |
| 33       | Martin Plowman         |     |     |     |        |            |           |     |     |     |     |     |     | 18  |     | 12  | 11  |     |     |            | 49     |
| 34       | Buddy Rice             |     |     |     |        | 7          | 18        |     |     |     |     |     |     |     |     |     |     |     | 9   | (C)        | 42     |
| 35       | Townsend Bell          |     |     |     |        | 4          | 26        |     |     |     |     |     |     |     |     |     |     |     | 11  | (C)        | 40     |
| 36       | Giorgio Pantano        |     |     |     |        |            |           |     |     |     |     |     |     |     |     | 17  | 26  | 16  |     |            | 37     |
| 37       | Wade Cunningham        |     |     |     |        |            |           | 29  | 26  |     |     |     |     |     |     |     |     |     | 7   | (C)        | 36     |
| 38       | Pippa Mann             |     |     |     |        | 32         | 20        |     |     |     |     |     |     |     | DNS |     |     |     | 22  | (C)        | 32     |
| 39       | Bertrand Baguette      |     |     |     |        | 14         | 7         |     |     |     |     |     |     |     |     |     |     |     |     |            | 30     |
| 40       | Jay Howard             |     |     |     |        | 21         | 30        | 15  | 20  |     |     |     |     |     |     |     |     |     |     | (C)        | 27     |
| 41       | Davey Hamilton         |     |     |     |        | 15         | 24        | 27  | 25  |     |     |     |     |     |     |     |     |     |     | (C)        | 26     |
| 42       | John Andretti          |     |     |     |        | 17         | 22        |     |     |     |     |     |     |     |     |     |     |     |     |            | 16     |
| 43       | Hideki Mutoh           |     |     |     |        |            |           |     |     |     |     |     |     |     |     |     |     | 18  |     |            | 12     |
| 44       | João Paulo de Oliveira |     |     |     |        |            |           |     |     |     |     |     |     |     |     |     |     | 26  |     |            | 10     |
| 45       | Ho-Pin Tung            |     |     |     |        | DNQ (**)   | DNQ (**)  |     |     |     |     |     |     |     |     | 27  |     |     |     |            | 10     |
| 46       | Dillon Battistini      |     |     |     |        |            |           |     |     |     |     |     |     |     |     |     |     |     | 28  |            | 10     |
| 47       | Bruno Junqueira        |     |     |     |        | 19         | Ret (***) |     |     |     |     |     |     |     |     |     |     |     |     |            | 4      |
|          | Patrick Carpentier     |     |     |     |        | DNQ        | DNQ       |     |     |     |     |     |     |     |     |     |     |     |     |            | 0      |
|          | Scott Speed            |     |     |     |        | DNQ        | DNQ       |     |     |     |     |     |     |     |     |     |     |     |     |            | 0      |
| Posición | Pilotos                | STP | ALA | LBH | SAO(*) | QL         | 500       | C1  | C2  | MIL | IOW | TOR | EDM | MDO | NHA | SNM | BAL | MOT | KTY | LSV        | Puntos |
| Posición | Pilotos                | STP | ALA | LBH | SAO(*) | INDY       | INDY      | TXS | TXS | MIL | IOW | TOR | EDM | MDO | NHA | SNM | BAL | MOT | KTY | LSV        | Puntos |

| Color       | Resultados                                         |
| ----------- | -------------------------------------------------- |
| Oro         | Ganador                                            |
| Plata       | 2.º lugar                                          |
| Bronce      | 3.er. Lugar                                        |
| Verde       | 4.º. & 5.º puesto                                  |
| Azul claro  | 6.º-10.º puesto                                    |
| Azul oscuro | Finalizó (Fuera del Top 10)                        |
| Púrpura     | No acabó la carrera (Ret)                          |
| Rojo        | No calificó (DNQ)                                  |
| Café        | Retirado sin poder competir o retiro forzoso (Ret) |
| Negro       | Descalificado (DSQ)                                |
| White       | No arrancó (DNS)                                   |
| Blanca      | Sin participación (DNP)                            |
| Blanca      | No participó /(C) (Carrera Cancelada)              |

| In-line notation |                                                                 |
| Bold             | Pole position                                                   |
| Italics          | Corrió la vuelta más rápida en carrera                          |
| *                | Mayor número de vueltas lideradas en una competencia (2 points) |
| Novato del Año   |                                                                 |
| Novato           |                                                                 |

| Color       | Resultados                                         |
| ----------- | -------------------------------------------------- |
| Oro         | Ganador                                            |
| Plata       | 2.º lugar                                          |
| Bronce      | 3.er. Lugar                                        |
| Verde       | 4.º. & 5.º puesto                                  |
| Azul claro  | 6.º-10.º puesto                                    |
| Azul oscuro | Finalizó (Fuera del Top 10)                        |
| Púrpura     | No acabó la carrera (Ret)                          |
| Rojo        | No calificó (DNQ)                                  |
| Café        | Retirado sin poder competir o retiro forzoso (Ret) |
| Negro       | Descalificado (DSQ)                                |
| White       | No arrancó (DNS)                                   |
| Blanca      | Sin participación (DNP)                            |
| Blanca      | No participó /(C) (Carrera Cancelada)              |

| In-line notation |                                                                 |
| Bold             | Pole position                                                   |
| Italics          | Corrió la vuelta más rápida en carrera                          |
| *                | Mayor número de vueltas lideradas en una competencia (2 points) |
| Novato del Año   |                                                                 |
| Novato           |                                                                 |

- (*) Carrera de Sâo Paulo, tuvo que ser suspendida el domingo por las condiciones extremas de Lluvia, por lo tanto el 2 de mayo, al día siguiente de la fecha programada, se llevó a cabo la competencia a 1h y 20 minutos de carrera, ya que parte del tiempo transcurrido en el d+ia anterior contaba para la carrera.
- (**) No completó la sesión, por lo tanto, quedó descalificado para la sesión restante y la carrera.
- Cualquier conductor que califica, pero que no hace parte de la grilla de partida de la carrera y aparece con (DNS), gana la mitad de los puntos por el intento de clasificación.
- (***) El equipo Andretti Autosport compró la plaza asignada al Piloto brasileño Bruno Junqueira para el Piloto Ryan Hunter-Reay, sin embargo, este piloto estadounidense no suma los puntos del intento de calificación, pero si los puntuables de las 500 millas, mientras que los puntos concedidos a Junqueira por haber calificado a la prueba son concedidos al brasileño por haber calificado a la prueba, mas no recibirá los de la competencia.
- (****) En el final de la temporada 2011 IZOD IndyCar Series en Las Vegas Motor Speedway el 16 de octubre de 2011, Wheldon resultó gravemente herido en un accidente de hasta 15 autos que provocó una bandera roja.[27] Wheldon fue incapaz de salir del coche, y fue trasladado a un hospital local con lo que se describió como "lesiones graves". Fue declarado muerto a las 5:00 p. m. en el hospital donde fue trasladado. Los pilotos decidieron hacer un saludo en su honor de 10 minutos, dando 5 vueltas al óvalo donde estaban corriendo.

Los puntos se otorgan a los conductores sobre las siguientes bases:
| Posiciones | 1  | 2  | 3  | 4  | 5  | 6  | 7  | 8  | 9  | 10 | 11 | 12 | 13 | 14 | 15 | 16 | 17 | 18 | 19 | 20 | 21 | 22 | 23 | 24 | 25 | 26 | 27 | 28 | 29 | 30 | 31 | 32 | 33 |
| --- | -- | -- | -- | -- | -- | -- | -- | -- | -- | -- | -- | -- | -- | -- | -- | -- | -- | -- | -- | -- | -- | -- | -- | -- | -- | -- | -- | -- | -- | -- | -- | -- | -- |
| Total de las carreras (Excepto en las dos mangas de Texas)) | 50 | 40 | 35 | 32 | 30 | 28 | 26 | 24 | 22 | 20 | 19 | 18 | 17 | 16 | 15 | 14 | 13 | 12 | 12 | 12 | 12 | 12 | 12 | 12 | 10 | 10 | 10 | 10 | 10 | 10 | 10 | 10 | 10 |
| Las dos mangas en el Texas Twin 275s | 25 | 20 | 18 | 16 | 15 | 14 | 13 | 12 | 11 | 10 | 9  | 9  | 8  | 8  | 7  | 7  | 6  | 6  | 6  | 6  | 6  | 6  | 6  | 6  | 5  | 5  | 5  | 5  | 5  | 5  |    |    |    |
| Puntos obtenidos por la clasificación a la parrilla de largada de la Indy 500 (La mitad de estos son para los que no se logran clasificar para la carrera de las 500 millas de Indiánapolis, y que corren toda la temporada.) | 15 | 13 | 12 | 11 | 10 | 9  | 8  | 7  | 6  | 4  | 4  | 4  | 4  | 4  | 4  | 4  | 4  | 4  | 4  | 4  | 4  | 4  | 4  | 4  | 3  | 3  | 3  | 3  | 3  | 3  | 3  | 3  | 3  |